# Somfalva
Somfalva (németül Schattendorf, horvátul Šundrof) mezőváros Ausztriában, Burgenland tartományban, a Nagymartoni járásban.

## Fekvése
Kismartontól 15 km-re délre a magyar határ mellett fekszik. 2011. szeptember 25-től ismét van közúti kapcsolata a 2 km-re fekvő Ágfalva és a 6 km-re lévő Sopron felé is. Az eredetileg két szomszédos falu kapcsolatának szánt közúton a munkába járó ingázó forgalom úgy megnövekedett, hogy azt naponta 2300 jármű is igénybe vette, ami a település életét már zavarta. 2015. március 31-től a megnövekedett munkába ingázó forgalom kizárása érdekében a somfalvai temetőnél hétköznap 5 és 8 óra, illetve 16 és 19 óra között az út zárva tart.

## Nevének eredete
Neve a magyar som növénynévből való.

## Története
A régészeti leletek tanúsága szerint a község területe már az újkőkorszakban is lakott volt. A patakmeder szabályozásának munkálatai során egy újkőkorszaki agyagedényt találtak, mely ma a Soproni Múzeumban látható. A Hadspitzwald nevű határrészen három, hallstatt-kori halomsír található, melyet a népnyelv "sieben Bergerl" vagy "sieben Zwergerl" néven nevez. 1892-ben négy halomsírt, majd 1924-ben egy újabbat tártak fel a régészek, melyekben számos étel és ital tárolására szolgáló égetett agyagedényt találtak. A Győr–Sopron–Ebenfurti vasútvonal építése során egy vaskardot és egy vas lándzsahegyet találtak, melyek a latén-korból származnak. A templom falába két római sírkő van befalazva. Több római kori alapfal, sír és egy mezőgazdasági eszközöket tároló raktár maradványai kerültek elő a Zollhausstraße környékén. A Sopronkertes felé vezető úton álló ún. „Lüßkreuz” oszlop része is egy római oszlopból van kifaragva.
A mai települést mint Agendorf (Ágfalva) szomszédos faluját 1225-ben "Suslan" néven említik először. 1346-ban "Sandorf", 1360-ban "Sadundorf", 1426-ban "Sadendorf", 1434-ben "Sandorff", 1455-ben "Schadendorff" alakban szerepel a korabeli forrásokban. 1243-ban IV. Béla király a tatárjárás idején tett szolgálataikért a Nagymartoni Simon és Bertrand grófoknak birtokoz adományoz itt („terram Saderndorf”). A következő időszakban a Nagymartoni grófok fokozatosan megszerezték a falu több birtokát is a helyi nemesektől. A 14. században végül az egész grófság területét a fraknói váruradalomhoz csatolták. 1494-ben a somfalvi nemesi udvarházat Fraknó várkapitánya Alexander Schiffer vásárolta meg. A 15. és 16. században a falu két részből állt. A kisebbik rész a Német- a nagyobbik rész a Magyar- jelzőt kapta. A falunak ez a középkori kettéosztottsága kétségkívül arra vezethető vissza, hogy két uradalomhoz tartozott.
1529-ben és 1532-ben a Bécs ellen vonuló török támadásait Sopron várának közelsége miatt jól átvészelte. Egykori kastélya a 16. század végéig állt. Mivel a lakosság nem pusztult ki itt elmaradt a horvátok betelepítése. A horvát többségű Sopronkertessel keletkezett határvitában végül egy bizottságnak kellett döntenie. 1571-ben Somfalva a kincstáré lett és a következő fél évszázad során gyorsan fejlődött. A virágzást 1605-ben Bocskai István és 1620-ban Bethlen Gábor hadainak dúlásai akasztották meg. 1622-ben a falu a fraknói uradalommal együtt Esterházy Miklós zálogbirtoka, majd 1626-ban tulajdona lett. Az 1675-ös urbáriumból kitűnik, hogy a település 1589-től nagy arányú fejlődésen ment át, mely a házak és a népesség számában mutatkozik meg.
1683-ban a Bécs elleni hadjárata során elpusztította a török. 1704 és 1708 között a kuruc támadások miatt szenvedett, 1713-ban pestis pusztított. Többször keletkezett tűzvész is a településen, így 1834-ben, 1839-ben és 1841-ben. A napóleoni háborúkat követően kolera pusztított. Az 1848-49-es magyar szabadságharc leverése után 1854-ig császári csapatok állomásoztak itt. 1901-ben pipagyár kezdte meg működését. Az első világháborúban 93 somfalvi lakos esett el.
1910-ben 2159, túlnyomórészt német lakosa volt. Az Osztrák–Magyar Monarchia felbomlásáig Magyarországhoz, Sopron vármegye Soproni járásához tartozott. 1898-tól a budapesti kormány magyarosítási törekvései (Magyarisierungspolitik) miatt, a község magyar neve volt a hivatalos megnevezés.1921-ben a trianoni és saint-germaini békeszerződések értelmében Ausztria része lett. A magyar szabadcsapatok azonban Somfalva és Ágfalva térségében ellenálltak a bevonuló osztrák erőknek, így azok átmenetileg kénytelenek voltak visszavonulni. Ennek a harcnak a következménye lett aztán a soproni népszavazás, mely alapján Sopron és több környező település Magyarországon maradt, Ágfalva Magyarország, Somfalva azonban 1921 után az újonnan megalapított osztrák szövetségi tartomány, Burgenland része lett (lásd még: Burgenland története).
A második világháború során 120 helyi lakos esett el, 65 pedig eltűnt. A falu Ausztria 1955-ig tartó szovjet megszállását követően gyors fejlődésnek indult, teljes csatornahálózat, 1966-ban új Általános Iskola, majd az 1990-es években sport- és szabadidőközpont épült modern uszodával.
Vályi András szerint "SATTENDORF. Német falu Sopron Várm. földes Ura H. Eszterházy Uraság, lakosai katolikusok; 2 nyomásbéli határja térségesebb, mint hegyes, búzát, ’s egyebet is terem, bora savanyú, piatza Sopronban 7/8 mértföldnyire."
Fényes Elek szerint "Somfalva, németül Schattendorf, német falu, Sopron vgyében, Sopronhoz 1 mfd., 1300 kath. lak., paroch. templommal. Határa inkább róna mint hegyes, s közép termékenységü. Van 798 4/8 h. szántóföldje, 189 2/8 hold rétje, 99 hold legelője, 9 2/8 hold kertje, 124 h. szőlője, és 99 hold erdeje. Bora savanyu; gyümölcse egy kis szilvánál egyéb nincs. Vizimalom a Spittel patakján. Birja h. Eszterházy."

## Nevezetességei
Mihály arkangyal tiszteletére szentelt római katolikus temploma 1747-ben épült.
Innen indul a népszerű 28 km-es családi kerékpárút a B30-as számú Kogl-kerékpárút (Koglradweg).

## Galéria

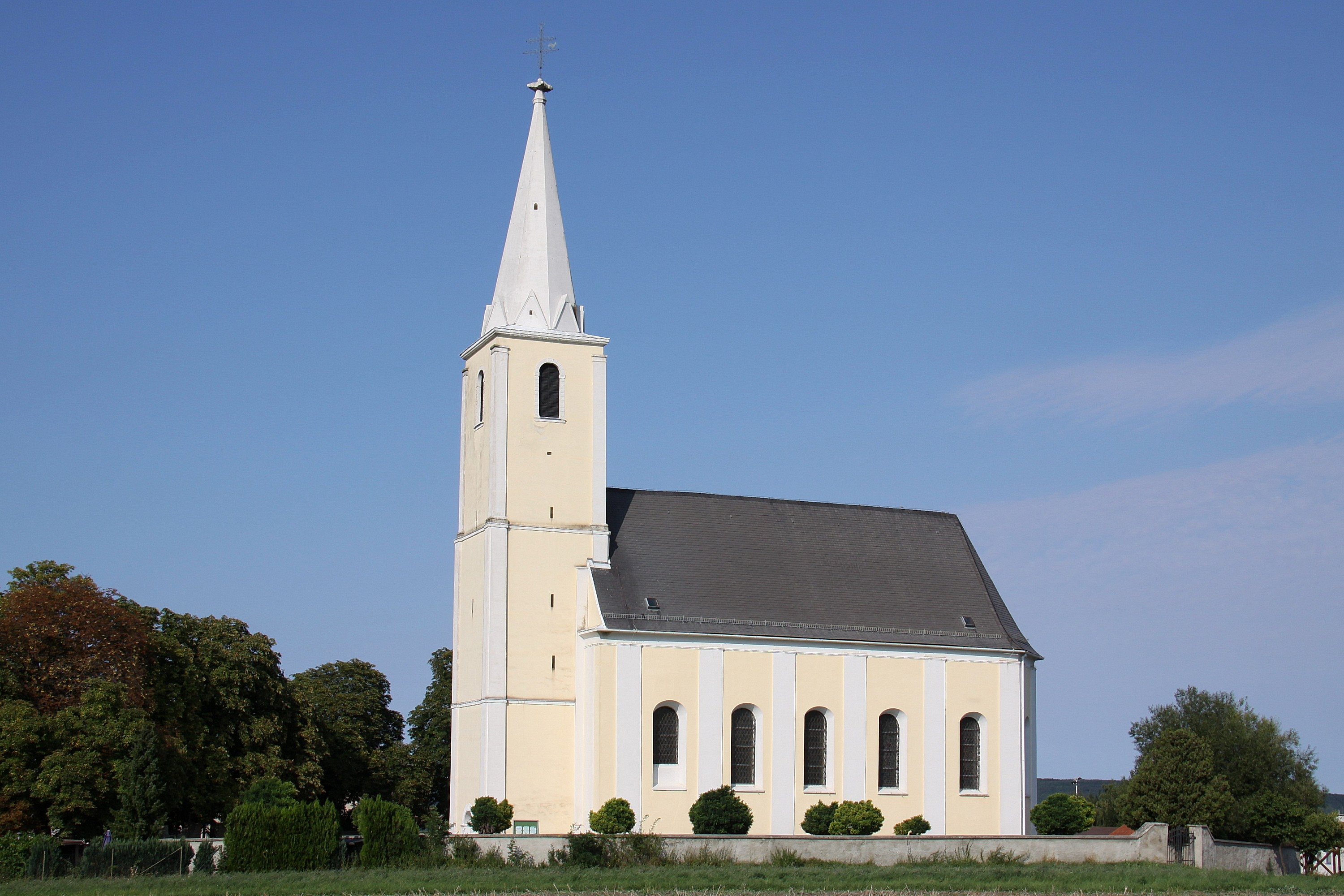
A templom
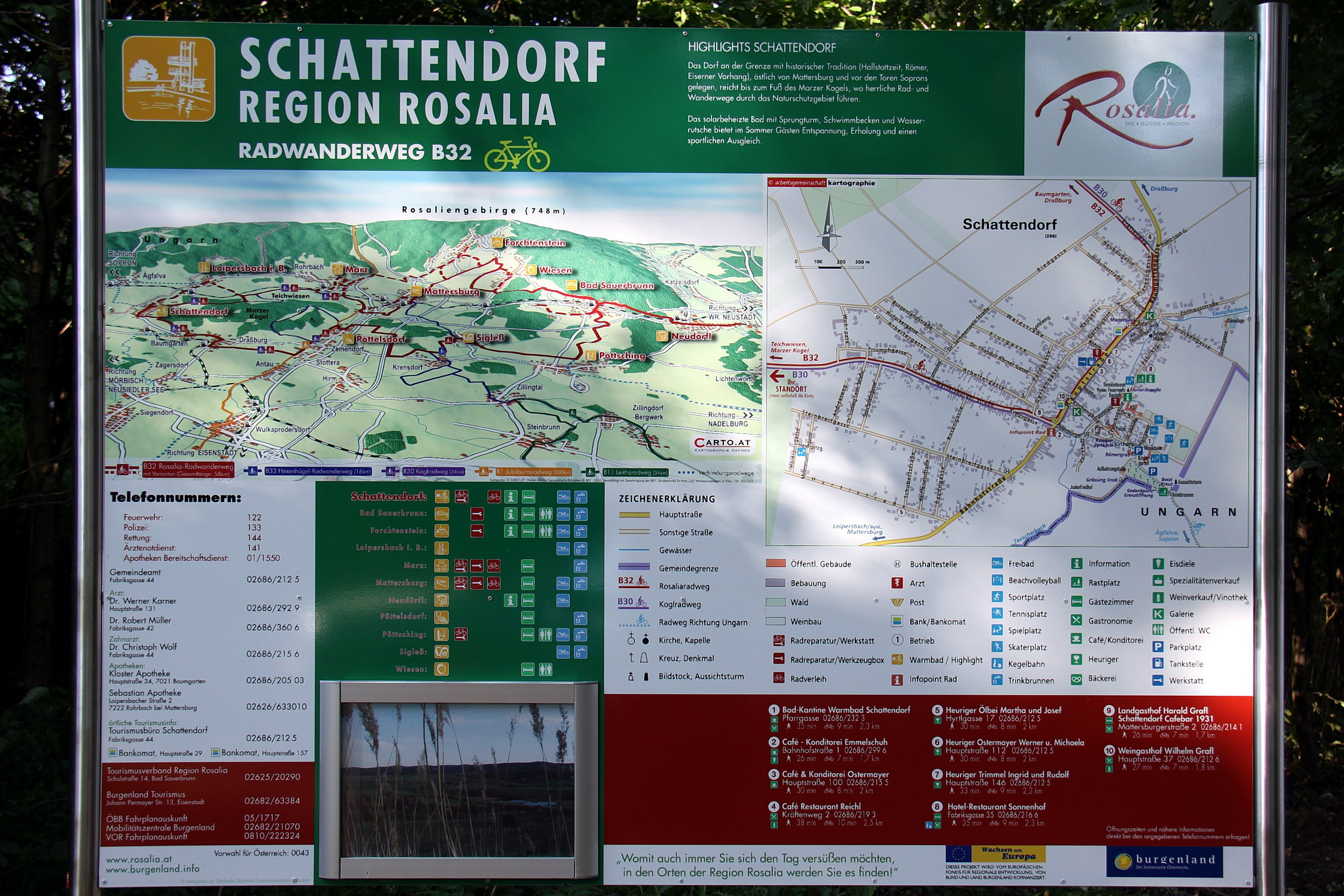
A térkép
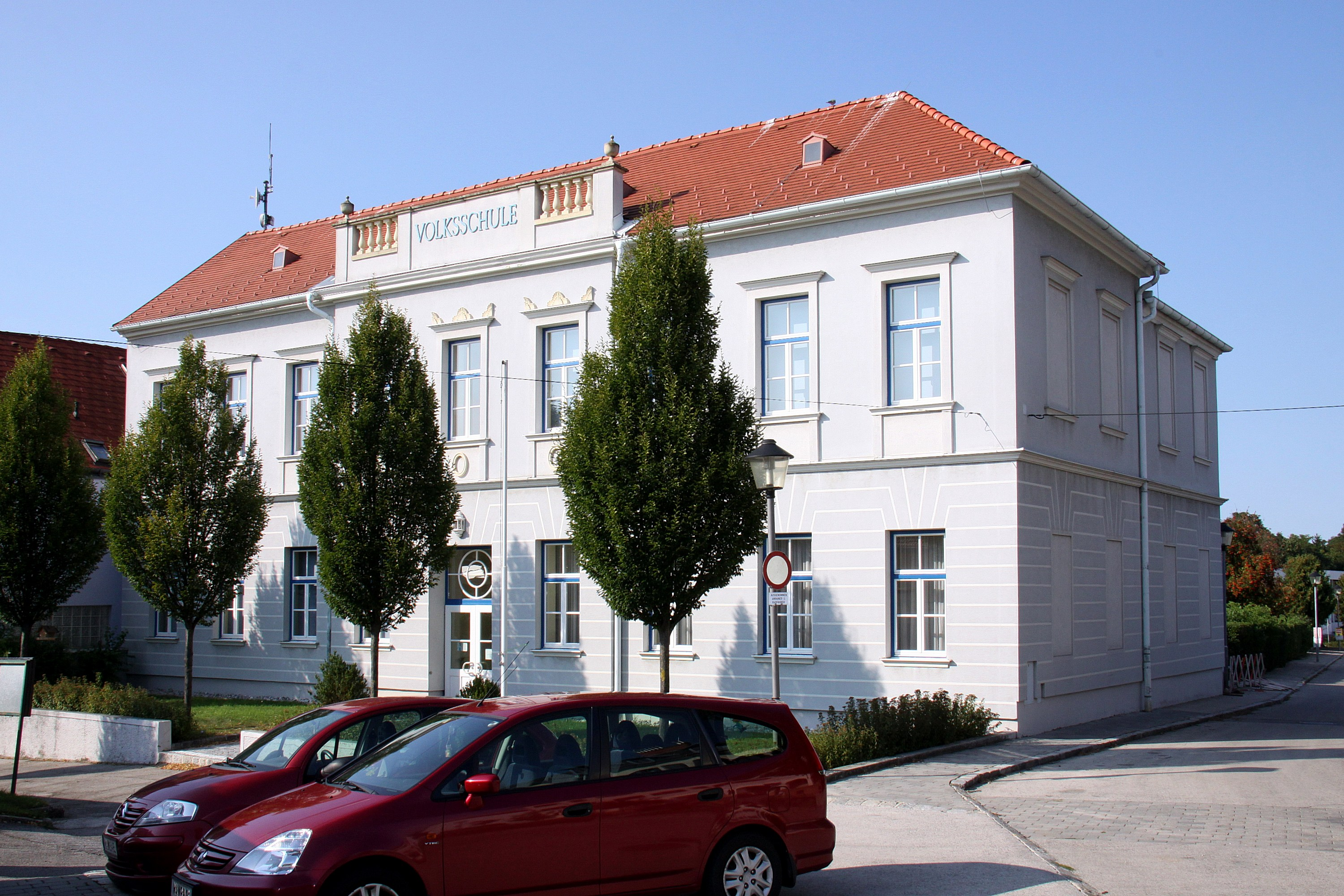
A törtelemi iskola
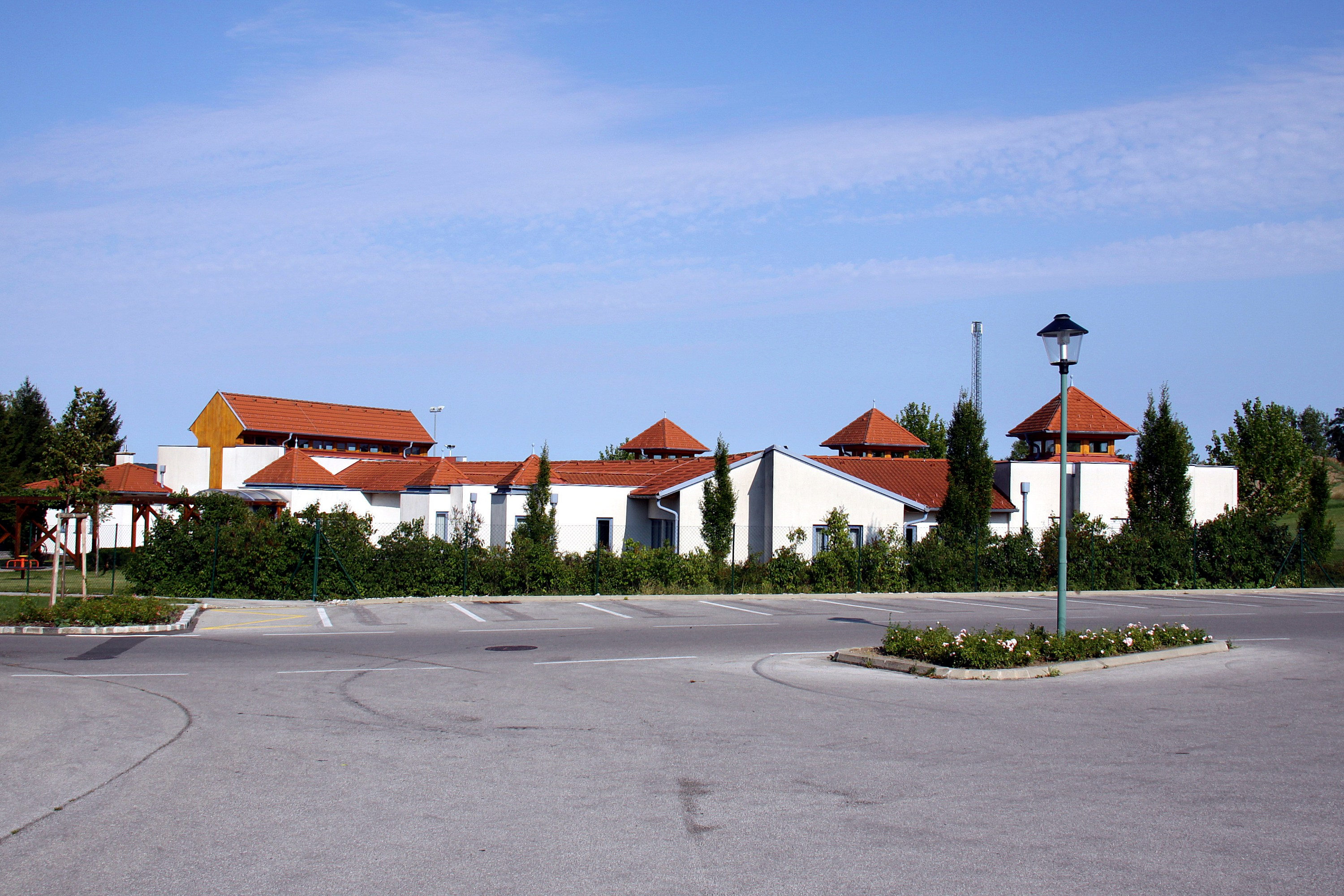
Az ovoda
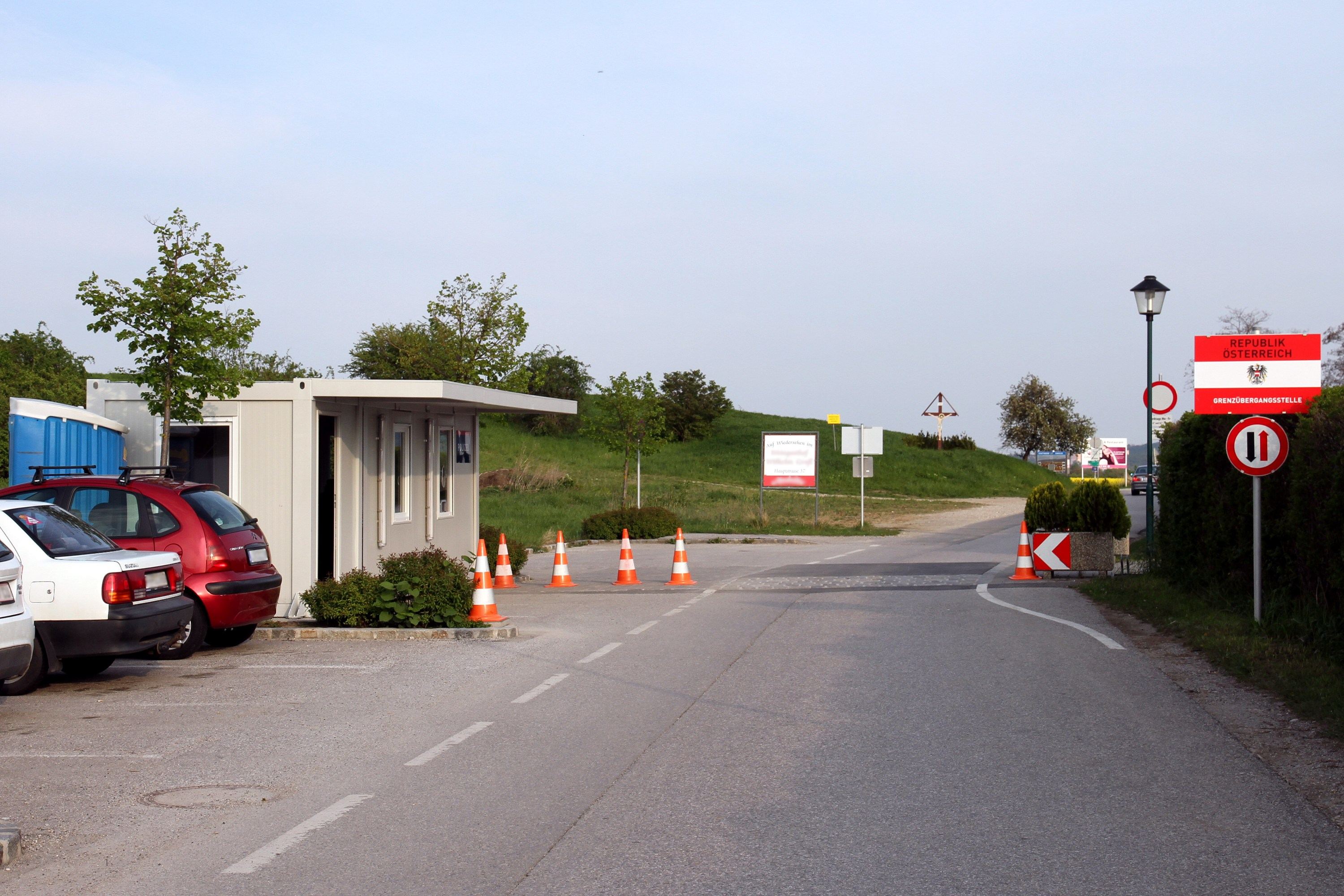
A határ

## Külső hivatkozások
- Hivatalos oldal (németül)
- Somfalva története (németül)
- Somfalva az Osztrák Statisztikai Hivatal honlapján (németül)
- Magyar katolikus lexikon
- Boros Béla: Lajtabánság története PDF
- Kogl-kerékpárút (Koglradweg)